# Jogging Volley Altamura
La Jogging Volley Altamura è stata una società di pallavolo femminile di Altamura, nella città metropolitana di Bari.

## Storia della società
Il club nacque nel 1996 dalle ceneri del Jaws Volley Altamura, che aveva rinunciato in quell'anno a prendere parte al campionato di Serie A1. Vinse immediatamente il campionato di Serie B1, approdando in A2. Vincendo i play-off promozione contro la Busto Arsizio di Busto Arsizio, nell'annata 2005-06, ottenne la promozione in Serie A1, categoria nella quale ha militato fino alla stagione 2007-08.
Nel giugno 2008 il titolo sportivo e i quadri societari sono stati inglobati dalla società Pallavolo Cesena.